# Recovery (Justin Bieber)
Recovery è un brano musicale del cantante canadese Justin Bieber, pubblicato come quarto singolo della Music Mondays e dalla raccolta Journals.

## Descrizione
Il brano è stato scritto da Justin Bieber, Dominic Jordan, James Giannos e Jason Boyd.

## Classifiche
| Classifica (2013) | Posizione massima |
| ----------------- | ----------------- |
| Austria           | 49                |
| Belgio (Fiandre)  | 23                |
| Belgio (Vallonia) | 29                |
| Canada            | 30                |
| Danimarca         | 5                 |
| Francia           | 56                |
| Germania          | 50                |
| Irlanda           | 25                |
| Italia            | 34                |
| Paesi Bassi       | 14                |
| Regno Unito       | 28                |
| Spagna            | 24                |
| Stati Uniti       | 41                |
| Svizzera          | 33                |